# Cis platensis
Cis platensis es una especie de coleóptero de la familia Ciidae.

## Distribución geográfica
Habita en La Plata (Argentina).